# Accept
Accept (читается эксепт — «одобрять», «принимать») — немецкая рок-группа, играющая в стиле хэви-метал. Отличительными особенностями музыки группы являются оригинальный вокал, плотность и насыщенность звука, мелодичность и виртуозность гитарных соло. Подчёркнуто брутальная, агрессивная ритмическая основа, в сочетании с хард-роковой, зачастую пронизанной классическими ходами, мелодикой гитарной партии и уникальным вокалом, определяют стиль группы.

## История

### Ранние годы 1971—1978
Группа была организована в 1971 году Михаэлем Вагенером (гитара), впоследствии известным продюсером, и Удо Диркшнайдером (вокал). Группа под названием Accept возникла вследствие переименования группы Band X, созданной Вагенером и Диркшнайдером в 1968 году и периодически игравшей каверы Rolling Stones и Джими Хендрикса в различных клубах. Название Accept было взято по названию альбома британской блюзовой группы Chicken Shack. Удо Диркшнайдер говорит так:

Мы подумали, что это слово будет для нас наиболее приемлемым: оно было «принято» во всём мире. Это слово понимали в Англии, США, Германии, Испании… Понимали и, скажем так, «принимали» этот вид музыки. Поэтому для нас это название подходило идеально.
Однако Вольф Хоффманн, гитарист группы, пришедший в Accept позже, уточнял:

Удо скопировал это с бесславного альбома Chicken Shack, который я никогда не слышал и не видел. Никто не знает, почему он назвал группу именно глаголом, более того никто не мог действительно вычислить, почему первая эмблема Accept имеет забавные линии и какова между всем этим связь. Я никогда не мог понять это. Но в то время думать об этом было уже слишком поздно, и никто не думал. Это всегда было уже фактом.

Группа продолжала выступать в клубах, однако речь о профессиональной карьере ещё не шла. Состав группы постоянно менялся, и даже члены группы не в полной мере помнят, кто играл в ней на рассвете карьеры. В период с 1971 по 1975 годы в состав группы входили Ян Комет (гитара), Райен Бикехоер (бас), Бирки Хо (ударные) и другие музыканты. Вольф Хоффманн считает, что последний вообще является вымыслом Диркшнайдера. Во всяком случае, в её составе всегда был Диркшнайдер, а Вагенер покинул группу ещё в 1971 году.
Более или менее стабильный состав группы образовался только в 1975 году, и состоял из Диркшнайдера (вокал), Вольфа Хоффманна (гитара), Герхарда Шталя (гитара), Дитера «Руби» Рубаха (бас) и Франка Фридриха (ударные). В 1976 году группу покинул басист и на его место пришёл Петер Балтес. Интересно то, что изначально он был басистом вовсе не по призванию, а по воле случая — в той группе, где он играл было три гитариста, и на басу не хотел играть никто. Вопрос решили простым способом — Петер Балтес вытянул короткую спичку.
Этот состав уже стал первым официальным составом группы. Контракт со звукозаписывающей компанией был подписан через четыре недели после прихода Петера Балтеса. Впервые группа обратила на себя внимание ещё в 1975 году, когда она, победив в конкурсе молодых талантов, получила право на запись демо, однако дальше этого дело не пошло.
Контракт был подписан после выступления группы на рок-фестивале Rock Am Rhein (Рок на Рейне) осенью 1976 года, где группа заняла третье место. На группу обратили внимание представители компании Metronome. Контракт же на полноформатный альбом с дочерним отделением Brain компании Metronome Accept подписала только в 1977 году, после долгих прослушиваний и переговоров.
Весь 1977 год группа гастролировала, а в 1978 году наконец приступила к записи дебютного альбома, который вышел только в 1979 году. В ноябре 1978 года, в целях раскручивания Accept, компания выпустила EP с песней Lady Lou. К тому времени группу покинул Шталь, и пришёл Йорг Фишер.

### Начало карьеры 1978—1981
Первый альбом группы, названный «Accept» (1979), если не стремительно, то достаточно уверенно начал покорять европейские чарты. Более того, его даже выпустили в США, сначала пробным небольшим тиражом, а затем уже большим. Музыка в альбоме хотя и не была полноценным Accept-ом, который в дальнейшем стал узнаваем везде, но уже содержала в себе отличительные черты группы: оригинальный вокал и тяжёлую плотную ритм-секцию. После выхода дебютного альбома группу покинул барабанщик, в связи с нежеланием продолжать музыкальную карьеру, и на его место пришёл Штефан Кауфманн, который, будучи высокопрофессиональным барабанщиком даже участвовал в записи дебютного альбома, играя в некоторых местах вместо Фридриха. Теперь группа была в так называемом «классическом» составе.
В 1979 году группа записала свой второй альбом «I'm a Rebel», увидевший прилавки в июне 1980 года. Альбом оказался достаточно успешным и издавался в разных странах по обе стороны Атлантики разными фирмами, в разных обложках. Единственная песня в истории группы, сочинённая не участниками Accept, была именно I’m a Rebel, которая вышла на EP, и на которую был снят клип, и которая наиболее способствовала увеличению продаж. Её написал Алекс Янг, старший из братьев Янг, основателей AC/DC.
Можно сказать, что перед Accept уже лежало большое музыкальное будущее. Единственное, что вызывало проблемы — это тексты. Никто из участников группы не владел в достаточной мере английским, и поэтому тексты нуждались в корректировке, которую на первых порах проводил их продюсер Дирк Стефенс.
Третий альбом группы под названием «Breaker» вышел в продажу весной 1981 года. Начиная с этого альбома можно говорить о состоявшемся стиле группы Accept. «Breaker» уже полновесно продавался во всём мире, правда для продажи его в англоязычных странах пришлось переписать без нецензуры песню Son of a Bitch. Звукорежиссёром альбома был бывший участник группы Михаэль Вагенер, которому удалось добиться плотного и тяжёлого звука.
Один журналист писал:
 Знаете, как проверить, металюга вы или нет? Да проще некуда! Если на вашей полке до сих пор нет LP Accept 1981 года «Breaker», то вы и понятия не имеете, что такое хэви-метал 
По результатам выпуска альбома Accept провели европейское турне, с одним концертом в Великобритании, а затем отправились в турне в качестве разогревающей группы у Judas Priest и приобрели мировую известность. По крайней мере, после этого турне никто не предлагал Accept выступить у кого-либо на разогреве.
Но коммерческие дела были не так хороши, как казалось бы могли быть. Что говорить, Диркшнайдер до сих пор работал на фабрике, принадлежащей родителям. Группа обзавелась юристом только после выхода третьего альбома. В общем, можно сказать, что их работа в группе представляла собой некое хобби; о деньгах никто особо не задумывался.

### Расцвет карьеры 1981—1987
1982 год ознаменовался несколькими событиями. Во-первых, был подписан контракт с менеджером Габи Хауке, которая взяла в свои руки все контакты со звукозаписывающими компаниями, оставив музыкантам творчество. Во-вторых, благодаря ей был изменён имидж группы: Диркшнайдер постригся, и с тех пор выступал на сцене в камуфляжной военной форме с соответствующими аксессуарами, что полностью соответствовало той музыке, которую исполняла группа. В-третьих, был подписан контракт с Breeze Music. В-четвёртых, Габи свободно говорила на английском и принимала деятельное участие в подготовке текстов (именно она скрывается под псевдонимом Deaffy на обложках конвертов). В пятых, с этого времени, не без участия Габи, Accept на сцене выступал сдвоенными гитарами Gibson Flying V. Любопытно, что по словам Вольф Хоффманна он редко использовал эту гитару, ставшую едва ли не торговой маркой Accept, в студии. И, наконец, группу покинул Йорг Фишер. Группа пригласила давнего гитариста Accept Яна Комета, который, вероятно, сыграл несколько партий в новом альбоме, и принял участие в одном-двух выступлениях, а затем, сессионного гитариста для выступлений Германа Франка. Всё же неясность с тем, кто записывал гитарные партии сохраняется, а Вольф Хоффманн уклоняется от прямых ответов.
Альбом «Restless and Wild» вышел в 1982 году и не имел того успеха, который имел предыдущий альбом, хотя его ни в коей мере нельзя назвать неудачным. Accept приглашали в США для турне, но они отказались, не считая себя готовыми в полной мере, и ограничились турне по Европе.
Затем Accept перешли под крыло более крупной компании: CBS и разработали новый, получивший наибольшую известность, логотип группы.
В следующем, 1983 году, они выпустили наиболее продаваемый альбом группы Balls to the Wall. Новый альбом продолжал музыкальную линию предыдущих альбомов (даже имели место обвинения в штампах), но с точки зрения текстов он вышел на совершенно другой уровень. Если ранее тексты ограничивались темами рок, любовь и секс, иногда перемежаемыми мистическими мотивами, то в этом альбоме Accept затронули темы угнетения человечества, поиска смысла жизни и проблем сексуальных меньшинств.
Группа провела турне по Европе, в полной мере включая Великобританию и в 1984 году отправилась в США, где выступала с Kiss, Motley Crue, Оззи Осборном, Saxon и другими группами. 18 августа 1984 года группа выступила на фестивале Монстры рока в Касл-Донингтоне.
В октябре группа вновь уединилась в студии. В группу вернулся Йорг Фишер. К тому времени Вольф Хоффманн, Петер Балтес и Габи приняли решение ориентироваться на американский рынок, и несколько смягчить музыку. Вот как это объяснил Вольф Хоффманн:
Мы очень хотели бы сделать запись песни, которая будет большим успехом на радио и MTV. В Европе есть почитатели хэви-метал, и они все носят чёрную кожу и разъезжают на мотоциклах. В Америке этого нет вообще. Много различных типов людей с помощью радио и MTV слышат разную музыку. Кто слушает Мадонну может также слушать Deep Purple. Чтобы стать очень успешным в Америке, мы должны обратиться к той аудитории.
В начале 1985 года вышел альбом Metal Heart. Звукооператору Дитеру Дирксу удалось смягчить звук альбома, сохранив при этом и оригинальность вокала, и плотность звука. Однако ориентация на американский саунд и тексты дала о себе знать: что-то типичное для группы было утрачено. Но что-то было и приобретено. Так, в заглавной песне присутствовала оригинальная обработка пьесы К Элизе Бетховена, виртуозно и со вкусом выполненная Хоффманом, а вступление к песне представляло собой исполненный тяжёлыми риффами Славянский Марш Чайковского. Альбом стал популярен в США. Было проведено турне по США, Европе, и Японии. В последней Accept принимали особенно горячо — как и почти любую металлическую группу. После череды релизов, выпущенных в разных странах, разными лейблами, в разных форматах, выпуска сборника, выпуска видеоклипа, группа приняла участие в организованной Дио записи диска Hear'n Aid, сбор от которой направлялся в помощь голодающим Эфиопии.
В 1986 году вышел новый релиз группы — Russian Roulette, пронизанный антивоенной тематикой. Музыканты вновь вернулись для записи к Михаэлю Вагнеру, посчитав звук предыдущего диска слишком отлакированным. Однако в полной мере, как хотели того музыканты, вернуться к временам Balls to the Wall им не удалось. Конечно, материал на пластинке представляет собой отборный хэви-метал, но влияния предыдущего альбома не удалось избежать: музыка стала более коммерческой. В группе возникли разногласия: Вольф Хоффманн и Петер Балтес хотели продолжать равняться на США, тогда как Диркшнайдер, Кауфманн и Йорг Фишер тосковали по временам жёсткого скоростного звука. Последний официальный концерт в таком составе группа дала 1 октября 1986 года в Японии.
Летом 1987 года Диркшнайдер покинул группу. Впоследствии им была организована группа U.D.O., и над первым её альбомом также работали музыканты Accept.

### Окончание карьеры 1987—1989
Оставшиеся музыканты начали поиски нового певца, обладающего голосом, который мог быть принят в США, «голос которого будет подходить к коммерческой музыке, ориентированной в большей степени на мелодию, вроде Бон Джови». Сначала они пригласили Роба Эрмитажа, однако через полгода он был уволен, и на его место пришёл Дэвид Рис. Вместе с ним группа несколько раз выступила, и записала альбом Eat the Heat, который имел в себе коммерческий потенциал, и даже добрался до некоторых высот, но всё же многие считают его провальным.
К тому времени из группы ушёл Йорг Фишер и пришёл Джим Стэйси. Можно говорить о том, что группа в таком составе будущего не имела: поклонники Accept переметнулись к группе U.D.O., которая к 1989 году выпустила два альбома, а музыкальный материал альбома «Eat the Heat» был сомнителен. К этому добавились конфликты внутри группы, увлечение наркотиками и алкоголем вокалиста и нелады со здоровьем барабанщика. Осенью 1989 года группа распалась.
В 1990 году был выпущен двойной концертный альбом Staying a Life, содержавший записи японского турне 1985 года.

### Воссоединение 1993—1996
В начале 90-х группа собралась в составе Диркшнайдер, Хоффманн, Петер Балтес, Кауфманн не без инициативы последнего, который стал к тому времени продюсером. Воссоединение группы обещало большой успех, и ожидания оправдались: бескомпромиссный, выдержанный в духе классического Accept альбом Objection Overruled был встречен очень хорошо в Европе и США.
Группа незамедлительно приступила к записи нового альбома Death Row, который вышел в 1994 году и явился самым тяжёлым в истории группы, а также, по мнению Диркшнайдера, самым худшим. Этому способствовало много факторов; одним из них был тот, что на начало 90-х классическая музыка Accept устарела, и если успех первого альбома после воссоединения отчасти обязан самому воссоединению, то дальше надо было придумывать что-то другое, отвечающее времени. Результатом этого было то, что фанаты группы не приняли этот альбом, как не выдержанный в стиле группы, а поклонники более тяжёлой музыки попросту не увлекались группой. Половину ударных партий в этом альбоме сыграл уже Штефан Шварцман, поскольку у Кауфманна опять проявились те же симптомы, вызванные болезнью.
И опять начались давние споры, в каком направлении двигаться группе. Они не принесли никакого результата, и группа выпустила новый альбом, скорее потому, что не хотела уходить на плохой ноте «Death Row». Альбом Predator (1996) получился более удачным, во многом повторяющим лучшие времена группы. На барабанах играл уже Майкл Картеллоне. Однако, все участники пришли к выводу, что нужно заканчивать историю Accept, и в июне 1996 года последний раз в официальной карьере выступили перед поклонниками в Токио.
Однако, в 2005 году группа ещё раз собралась и провела короткое турне, дав концерты в Санкт-Петербурге, Москве и Минске.

### Воссоединение в 2009 — настоящее время

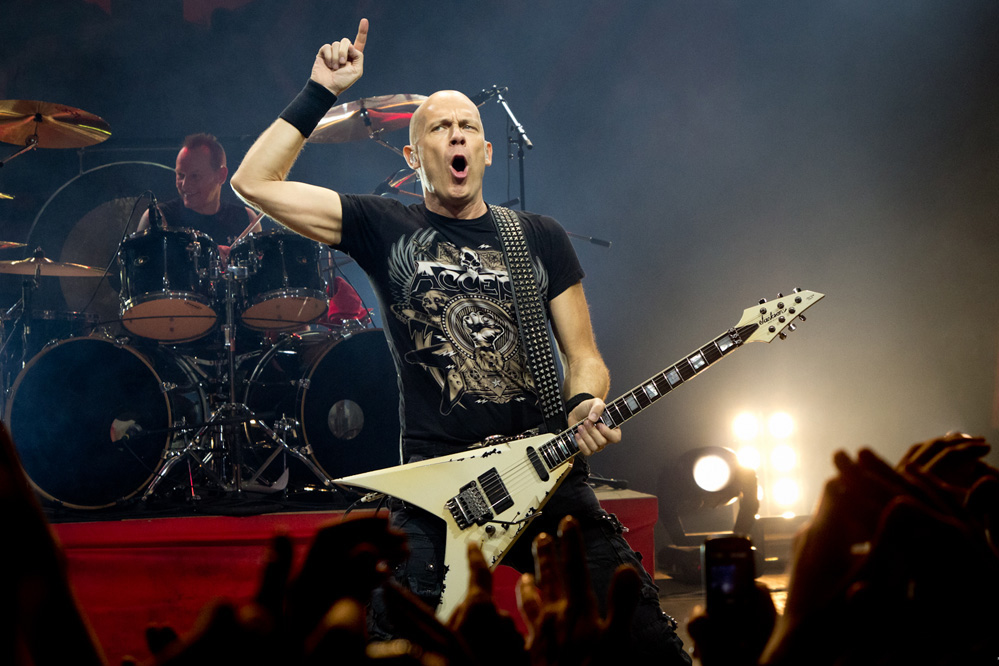
Вольф Хоффманн с ACCEPT на концерте в поддержку Blood of the Nations в Минске, 7 марта 2011

В мае 2009 года Хоффманн и Балтес провели вместе выходные, играя старые хиты Accept, где и созрело решение восстановить Accept. У обоих возникло желание вновь собрать группу. На место вокалиста сразу же нашёлся бывший певец американской группы TT Quick Марк Торнильо.
В итоге 26 апреля 2009 Accept провели репетиции в студии Branch (Нью-Джерси) в обновлённом составе Хоффманн — гитара, Балтес — бас, Герман Франк — гитара, Марк Торнильо (ex-TT Quick) — вокал, Штефан Шварцманн — ударные. Было принято решение записать новый альбом, получивший название Blood of the Nations.
Его выход в Европе был запланирован на 20 августа 2010 года, в США — 14 сентября 2010 года Blood of the Nations увидел свет на лейбле Nuclear Blast и занял высокие позиции в чартах.
В мае 2010 года группа отправилась в тур по Европе (11 концертов, в том числе 2 в России и 1 концерт в США).
В начале апреля 2012 года Accept выпустили в свет новый полноформатный студийный альбом под названием Stalingrad. Продюсером альбома выступил гитарист групп Sabbat и Hell Энди Снип.
Выпуск нового альбома группы Blind Rage состоялся 15 августа 2014 года. Этот альбом стал последним для гитариста Германа Франка и барабанщика Штефана Шварцманна в составе Accept. В конце декабря 2014 они объявили о своем уходе из коллектива для участия в новообразованной хэви-метал группе под названием Panzer. На смену им пришли Уве Лулис и Кристофер Уильямс, соответственно; об этом Accept объявила 12 апреля 2015 года.
Очередной студийный альбом The Rise of Chaos вышел 4 августа 2017 года на лейбле Nuclear Blast.
В ноябре 2018 Балтес объявил о своем уходе из группы. Группа прокомментировала: «Петер нуждался в изменении в своей жизни, и мы желаем ему всего наилучшего. Он всегда будет частью семьи Accept и, чтобы почтить его дань истории музыки, мы все должны пожелать ему всего хорошего».
20 апреля 2019 года музыканты представили публике нового басиста Мартина Мотника, ранее работавшего с такими группами как Darkseed, Eisbrecher, The Roxx, а также c Ульрихом Ротом. 1 ноября 2019 года Филип Шус, который был концертным членом группы, присоединился к регулярному составу группы как третий гитарист.
2 октября 2020 года Accept выпустили «The Undertaker» в качестве первого сингла со своего предстоящего шестнадцатого студийного альбома Too Mean to Die, который был выпущен 29 января 2021 года. Too Mean to Die едва не попал на вершину немецких чартов, заняв 2 место. Альбом был записан во время пандемии COVID-19 в Нэшвилле и спродюсирован Энди Снипом в Великобритании. Турне в поддержку альбома началось 2 июля 2021 года в зале Пеннс Пик в Пенсильвании. Тур длился почти два года, включая концерты в США осенью 2022 года с Narcotic Wasteland, за которым последовали концерты по Европе в январе и феврале 2023 года (они должны были пройти еще в январе-феврале 2022 годда, но из-за пандемии COVID-19 были перенесены на год) с Phil Campbell and the Bastard Sons.
17 февраля 2022 года Accept объявили, что подписали международный контракт с Napalm Records. В июле Хоффманн объявил, что группа начала работу над новым материалом для следующего альбома. В июне 2023 года басист Мартин Мотник подтвердил, что Accept начали записывать демо-версии песен для альбома. 6 февраля 2024 года группа объявила название альбома, Humanoid, и сообщила, что он выйдет 26 апреля, после чего последует тур в поддержку альбома.

## Влияние
По версии DigitalDreamDoor, Accept занимает 43 место среди 100 величайших хэви-метал групп, 9 место среди 100 величайших пауэр-метал групп и 159 место среди рок/поп-артистов 80-х годов.
В 1986 году журналом Bravo Accept была признана лучшей концертной группой. Тот же статус Accept был присвоен в Японии.

## Официальная дискография

### Студийные альбомы
| 1979                                                                         | Accept - Лейбл: Brain Metronome             | —   | —                     | —  | —  | —  | —  | —  | —  |          |
| 1980                                                                         | I’m a Rebel - Лейбл: Brain Metronome        | —   | 6 (Heavy Metal Chart) | —  | —  | —  | —  | —  | —  |          |
| 1981                                                                         | Breaker - Лейбл: Brain Metronome            | —   | —                     | —  | —  | —  | —  | —  | —  |          |
| 1982                                                                         | Restless and Wild - Лейбл: Metronome        | —   | 98                    | —  | —  | 27 | —  | —  | —  |          |
| 1983                                                                         | Balls to the Wall - Лейбл: RCA              | 74  | —                     | 59 | —  | 10 | —  | —  | —  | Флаг США |
| 1985                                                                         | Metal Heart - Лейбл: CBS                    | 94  | 50                    | 13 | —  | 10 | 9  | 14 | —  |          |
| 1986                                                                         | Russian Roulette - Лейбл: RCA               | 114 | 80                    | 5  | —  | 9  | 16 | 23 | —  |          |
| 1989                                                                         | Eat the Heat - Лейбл: RCA                   | 139 | —                     | 15 | —  | 26 | 19 | 26 | —  |          |
| 1993                                                                         | Objection Overruled - Лейбл: RCA            | —   | —                     | 17 | —  | 21 | 24 | 22 | —  |          |
| 1994                                                                         | Death Row - Лейбл: RCA                      | —   | —                     | 32 | —  | 27 | —  | —  | —  |          |
| 1996                                                                         | Predator - Лейбл: RCA                       | —   | —                     | 56 | —  | 28 | —  | 49 | —  |          |
| 2010                                                                         | Blood of the Nations - Лейбл: Nuclear Blast | 187 | —                     | 4  | 72 | 7  | —  | 15 | 19 |          |
| 2012                                                                         | Stalingrad - Лейбл: Nuclear Blast           | 81  | 32                    | 6  | 77 | 7  | 22 | 17 | 70 |          |
| 2014                                                                         | Blind Rage - Лейбл: Nuclear Blast           | 35  | 85                    | 1  | 44 | 16 | 19 | 9  | 18 |          |
| 2017                                                                         | The Rise of Chaos - Лейбл: Nuclear Blast    | 140 | —                     | 3  | 96 | 10 | —  | 4  | 13 |          |
| 2021                                                                         | Too Mean to Die - Лейбл: Nuclear Blast      | —   | —                     | 2  | 88 | 7  | —  | 4  | 9  |          |
| 2024                                                                         | Humanoid - Лейбл: Napalm                    | —   | —                     | 5  | —  | 22 | —  | 6  | 2  |          |
| «—» означает, что альбом не попал в чарт или не был выпущен в данной стране. |                                             |     |                       |    |    |    |    |    |    |          |
| — золотой альбом                                                             |                                             |     |                       |    |    |    |    |    |    |          |

### Концертные альбомы
- Kaizoku-Ban (1985) — переиздание Live in Japan in 1992
- Staying a Life (1990)
- All Areas - Worldwide (1997) — (в Японии и США переиздан как The Final Chapter в 1998 году

### Сборники
- I’m a Rebel/Breaker, 1981
- Best Of, 1983
- Midnight Highway, 1983
- Demon’s Night, 1983
- Metal Masters, (Double LP) 1984 — первый и второй альбомы, картина обложки первого альбома
- Hungry Years, 1986
- A Compilation of the Best of Balls to the Wall/Restless and Wild, 1986
- The Collection, 1991
- No Substitutes, 1992
- Restless the Best, 1994
- Steel Glove, 1995
- Balls to the Wall, 1997
- Bestseller, 2000
- Classics, Rocks 'N' Ballads (Hot and Slow), 2000

### Видео
- I’m a Rebel (VHS), 1980, клип.
- Balls to the Wall (VHS), 1984, клип
- Midnight Mover (VHS), 1985, клип
- Generation Clash (VHS), 1989, клип
- Staying a Live (VHS), 1990, сборник
- Protectors of Terror (VHS), 1992, клип
- Death Row (VHS), 1994, клип
- Metal Blast from the Past (DVD), 2002, видеосборник концертов и клипов
- The Undertaker, 2020, клип
- Zombie Apocalypse, 2021, клип

### 7-дюймовыесинглы
| Год  | Сингл                       | Альбом              |
| ---- | --------------------------- | ------------------- |
| 1978 | «Lady Lou»                  | Accept              |
| 1980 | «I’m a Rebel»               | I'm a Rebel         |
| 1981 | «Burning»                   | Breaker             |
| 1981 | «Starlight»                 | Breaker             |
| 1981 | «Breaker»                   | Breaker             |
| 1982 | «Fast as a Shark»           | Restless and Wild   |
| 1983 | «Restless and Wild» 7"      | Restless and Wild   |
| 1983 | «Restless and Wild» 12"     | Restless and Wild   |
| 1983 | «Balls to the Wall»         | Balls to the Wall   |
| 1984 | «Love Child»                | Balls to the Wall   |
| 1985 | «Metal Heart»               | Metal Heart         |
| 1985 | «Midnight Mover»            | Metal Heart         |
| 1985 | «Screaming for a Love Bite» | Metal Heart         |
| 1986 | «T.V.War»                   | Russian Roulette    |
| 1986 | «It’s Hard to Find A Way»   | Russian Roulette    |
| 1989 | «Generation Clash»          | Eat the Heat        |
| 1992 | «I Don’t Wanna Be Like You» | Objection Overruled |
| 1992 | «All or Nothing»            | Objection Overruled |
| 1992 | «This One’s for You»        | Objection Overruled |
| 1993 | «Slaves to Metal»           | Objection Overruled |
| 1992 | «Bad Habits Die Hard»       | Death Row           |
| 1994 | «Hard Attack»               | Predator            |

### Макси-синглыEP
| Год  | Сингл                 | Альбом                |
| ---- | --------------------- | --------------------- |
| 1984 | «Balls to the Wall»   | Balls to the Wall     |
| 1985 | «Midnight Mover»      | Metal Heart           |
| 1985 | «London Leather Boys» | Balls to the Wall     |
| 1986 | «Heaven is Hell»      | Russian Roulette      |
| 1986 | «Monsterman»          | Russian Roulette      |
| 1998 | «Breakers on Stage»   | All Areas - Worldwide |
| 2002 | «Rich and Famous»     |                       |

## Состав (с 1977 года)
Состав по годам